# Une équipe au poil
 (octobre 2024).
Une équipe au poil (I Gopher You) est un cartoon de la série Merrie Melodies, réalisé par Friz Freleng et sorti en 1954, qui met en scène  les « Goofy Gophers (en) ».